# Theophanes de Belijder
Theophanes de Belijder of Theophanes de Confessor (Grieks: Θεοφάνης Ὁμολογητής, Theofánis Omologitís) (ca.760-12 maart 817/818) was een Byzantijnse monnik, theoloog en geschiedschrijver. Zijn gekendste werk is de Chronographia. Hij stierf kort nadat hij werd gemarteld. Zijn feestdag 12 maart staat vermeld in de heiligenkalender.

## Levensloop
Zijn vader, een gerenommeerd gouverneur, stierf toen Theophanes drie jaar oud was, daarna groeide hij op aan het hof van de keizers Constantijn V Kopronymos (741-775) en Leo IV van Byzantium. Op twaalfjarige leeftijd werd hij uitgehuwelijkt. Acht jaar later kwamen zijn vrouw en hij overeen om beiden in het klooster te treden. Hij stichtte zijn eigen klooster op het eiland Calomio. Bij het aantreden van patriarch van Constantinopel Tharasius keerde hij naar het vasteland terug en richtte een klooster op in de regio Cyzicus. Hij stond aan de kant van patriarch Tharasius en keizerin Irene van Byzantium tijdens het Tweede Concilie van Nicea (787) en de standpunten tegen het Iconoclasme. In 795 geraakte hij in conflict met Theodor Studites in verband met het nieuwe huwelijk van keizer Constantijn VI met Theodote.
In 815 zette keizer Leo V van Byzantium, patriarch Nikephoros I af ten voordele van de iconoclast Theodotos I Kassiteras. Het Concilie van Constantinopel (815) maakte een einde aan het Tweede Concilie van Nicea. Theophanes, die zich hier tegen verzette, werd in de gevangenis geworpen en gemarteld. Zeventien dagen na zijn vrijlating stierf hij aan zijn verwondingen op het eiland Samothrake.

## Chronographia
Zijn goede vriend, de geschiedschrijver George Syncellus, vroeg aan Theophanes of hij zijn werk wilde verderzetten. Het werk van Syncellus behelst de periode van keizer Diocletianus (284) tot aan zijn dood in 810. De kritiek op het werk van Syncellus is, dat het meer een opsomming is van feiten en data, dan geschiedschrijving. Bij Theophanes spelen de chronologische berekeningen een minder belangrijke rol en de bronnen die de auteur gebruikt zijn het onderwerp van controverse. Hoe dan ook, deze kroniek heeft de verdienste, dat het uittreksels vermeldt van auteurs, die schreven over de geschiedenis van Byzantium in de 7e en 8e eeuw, die anders verloren zouden zijn gegaan. Dit is met name het geval over de periode van Justinus II (565), waar hij bronnen vermeldt die niet meer bestaan (Traianus Patricius, Theophilus van Edessa.).
Het werk eindigt met de dood van keizer Michaël I Rangabe in 813. Keizer Constantijn VII Porphyrogennetos (913-959) gaf destijds opdracht tot het schrijven van een vervolg, dit werk heeft de toepasselijke titel, Theophanes Continuatus.